# Chomiakówka (Nagórzanka)
Chomiakówka (ukr. Хом'яківка) – dawniej samodzielna wieś na Ukrainie w rejonie czortkowskim należącym do obwodu tarnopolskiego. Od 1961 roku znajduje się w granicach osiedla Nagórzanka, stanowiąc jego zachodnią część.

## Historia
Chomiakówka to dawniej samodzielna wieś, która w połowie XIX w. stanowiła odrębną w gminę jednostkową w Bezirk Czortków Królestwa Galicji i Lodomerii (539 mieszkańców w 1854 roku). Stanowiła jedną z sześciu zlepionych miejscowości, tworzących jagielnicką aglomerację osadniczą (Jagielnica, Salówka, Nagórzanka, Chomiakówka, Dolina i Szulhanówka).
W międzywojniu w II RP (990 mieszkańców w 1921 roku). 1 sierpnia 1934 r. w ramach reformy na podstawie ustawy scaleniowej weszła w skład nowej zbiorowej gminy Jagielnica II, gdzie we wrześniu 1934 utwotrzyła gromadę  Chomiakówka ad Jagielnica.
Po II wojnie światowej włączona w struktury ZSRR. W 1961 roku Chomiakówkę włączono do Nagórzanki.